# Лъчиста костенурка
Лъчистата костенурка (Astrochelys radiata) е вид влечуго от семейство Сухоземни костенурки (Testudinidae). Видът е критично застрашен от изчезване.

## Разпространение
Разпространен е в Мадагаскар.

## Описание
Продължителността им на живот е около 32,8 години. Популацията на вида е намаляваща.